# GiNaC
GiNaC (повторно-рекурсивный акроним GiNaC is Not a CAS) — GiNaC является C++ библиотекой. GiNaC предназначена для обеспечения возможности создания интегрированных систем, которые используют символьные вычисления. GiNaC распространяется под условиями GNU General Public License (GPL).
GiNaC была специально разработана, чтобы стать заменой движка xloops который до сих пор работает на Maple CAS. Тем не менее, не ограничивается физикой высоких энергий. Дизайн GiNaC является революционным в том смысле, что в отличие от других CAS она не пытается предоставить широкие алгебраические возможности и простой язык программирования, но вместо этого добавляет к возможностям C++ некоторое множество алгебраических возможностей.